# Fukusaburo Harada
Fukusaburo Harada (原田 福三郎, Harada Fukusaburo) was een Japans voetballer die als doelman speelde.

## Japans voetbalelftal
Fukusaburo Harada maakte op 23 mei 1923 zijn debuut in het Japans voetbalelftal tijdens een Spelen van het Verre Oosten tegen de Filipijnen. Fukusaburo Harada debuteerde in 1923 in het Japans nationaal elftal en speelde 2 interlands.

## Statistieken
| Japans voetbalelftal | Japans voetbalelftal | Japans voetbalelftal |
| Jaar                 | Duels                | Goals                |
| -------------------- | -------------------- | -------------------- |
| 1923                 | 2                    | 0                    |
| Totaal               | 2                    | 0                    |